# Панин, Алексей Иванович
Алексей Иванович Панин (13 марта 1675 — 2 марта 1762) — смоленский губернатор в 1727—1730 годах, генерал-майор (1726).

## Биография
Сын пелымского воеводы Ивана Ивановича Панина (ум. 1702).
Службу начал в 1692 году комнатным стольником. С 1698 года — поручик лейб-гвардии Семёновского полка, в 1709 году произведён в капитан-поручики, в 1715 году — в капитаны. В 1717 году назначен смотрителем работ в Кронштадте и Ораниенбауме. Участвовал в шведской войне, по окончании которой ему, в числе прочих, приказано было Петром Великим поселиться на острове Котлине (1712), а затем (1714) переселиться в Петербург и строить дом; в 1718 году Панин был в чине гвардии капитана и подписался под приговором царевичу Алексею Петровичу; в феврале 1720 года он упоминается уже в должности смоленского вице-губернатора и носит чины полковника и от лейб-гвардии капитана. Занимая пост вице-губернатора (до 1726 г.), Панин 1 января 1726 года был произведён в генерал-майоры, затем с 1727 года до 27 сентября 1730 года был смоленским губернатором. 9 июля 1733 года Панин определён в товарищи к сенатору графу С. A. Салтыкову в Московскую сенатскую контору и около этого же времени состоял в числе носящих звание сенатора. 27 августа 1734 года назначен президентом Ревизион-коллегии. 12 марта 1740 года уволен был по прошению от службы и умер 2 марта 1762 года.